# Adelie Land
| \| \|                                             |
| Fundort von Adelie Land bei 67° 11′ S, 142° 43′ O |
|                                                   |

Der Meteorit Adelie Land (benannt nach dem Adélieland) wurde am 5. Dezember 1912 in der Antarktis durch Frank Bickerton (1889–1954) auf einer durch den australischen Antarktisforscher Douglas Mawson geleiteten Expedition gefunden. Es wurde ein Stein von einem Kilogramm Masse geborgen und als L5-Chondrit klassifiziert.
Adelie Land war der erste in der Antarktis gefundenen Meteorit. Heute werden regelmäßig Expeditionen in bestimmte Gebiete der Antarktis unternommen, um neue Meteoriten zu finden. Zwar fallen Meteorite überall auf der Erde, aber in bestimmten Gebieten der Antarktis werden sie durch Gletscher mitgeführt und angesammelt. In diesen so genannten Blaueisgebieten ist es deswegen sowie aufgrund der schwarzen Farbe der Schmelzkruste von Meteoriten besonders einfach, Meteoriten zu finden. Zudem sind antarktische Meteorite in der Regel wegen der permanenten Kälte und Trockenheit besser erhalten als Meteoriten aus anderen Gebieten, die vergleichsweise rasch verwittern. Auch die Gefahr der Kontamination durch terrestrisches Material ist nicht so groß, was speziell für die Untersuchung auf organische Stoffe wichtig ist.